# 민경엽
민경엽(閔庚燁, 1955년 6월 8일 ~ )은 대한민국의 제4·5대 서울특별시의원이다.

## 학력
- 성균관대학교 행정대학원 정책학과 석사 졸업
- 성균관대학교 대학원 정책학 박사 수료
- 서울대학교 환경대학원 수료

## 경력
- 동성고총동창회체육회 부회장
- 한국정책학회 회원
- 여주군 축산업협동조합 이사
- ㈜NEXUS KOREA 대표 이사
- 한국청년지도자연합회 총장
- 새시대 새정치 연합청년회 서울시지부 회장
- 충청향우회 중앙회 부회장
- 한국정책학회 운영위원·이사
- 서울시 건설안전관리 자문위원
- 사단법인 한국청년지도자연합회 사무총장
- 용인대학교 객원교수
- 1995.07 ~ 1998.06 제4대 서울특별시의회 의원
- 1995.07 ~ 1996.12 제4대 서울특별시의회 전반기 건설위원회 위원
- 1997.01 ~ 1998.06 제4대 서울특별시의회 후반기 건설위원회 위원
- 1995.08 ~ 1996.06 제4대 서울특별시의회 윤리특별위원회 위원
- 1997.03 ~ 1997.11 제4대 서울특별시의회 재해대책특별위원회 위원
- 1997.05 ~ 1997.11 제4대 서울특별시의회 해외교류증진특별위원회 위원
- 1997.11 ~ 1998.06 제4대 서울특별시의회 후반기 예산결산특별위원회 위원
- 1998.07 ~ 2000.05 제5대 서울특별시의회 의원
- 1998.07 ~ 2000.05 제5대 서울특별시의회 전반기 행정자치위원회 위원
- 1999.04 ~ 2000.05 제5대 서울특별시의회 지방자치발전특별위원회 위원
- 1999.10 ~ 2000.05 제5대 서울특별시의회 전반기 예산결산특별위원회 위원

## 역대 선거 결과
|  | 52.85% |

|  | 55.25% |

|  | 2.80% |